# Benton Street Bridge

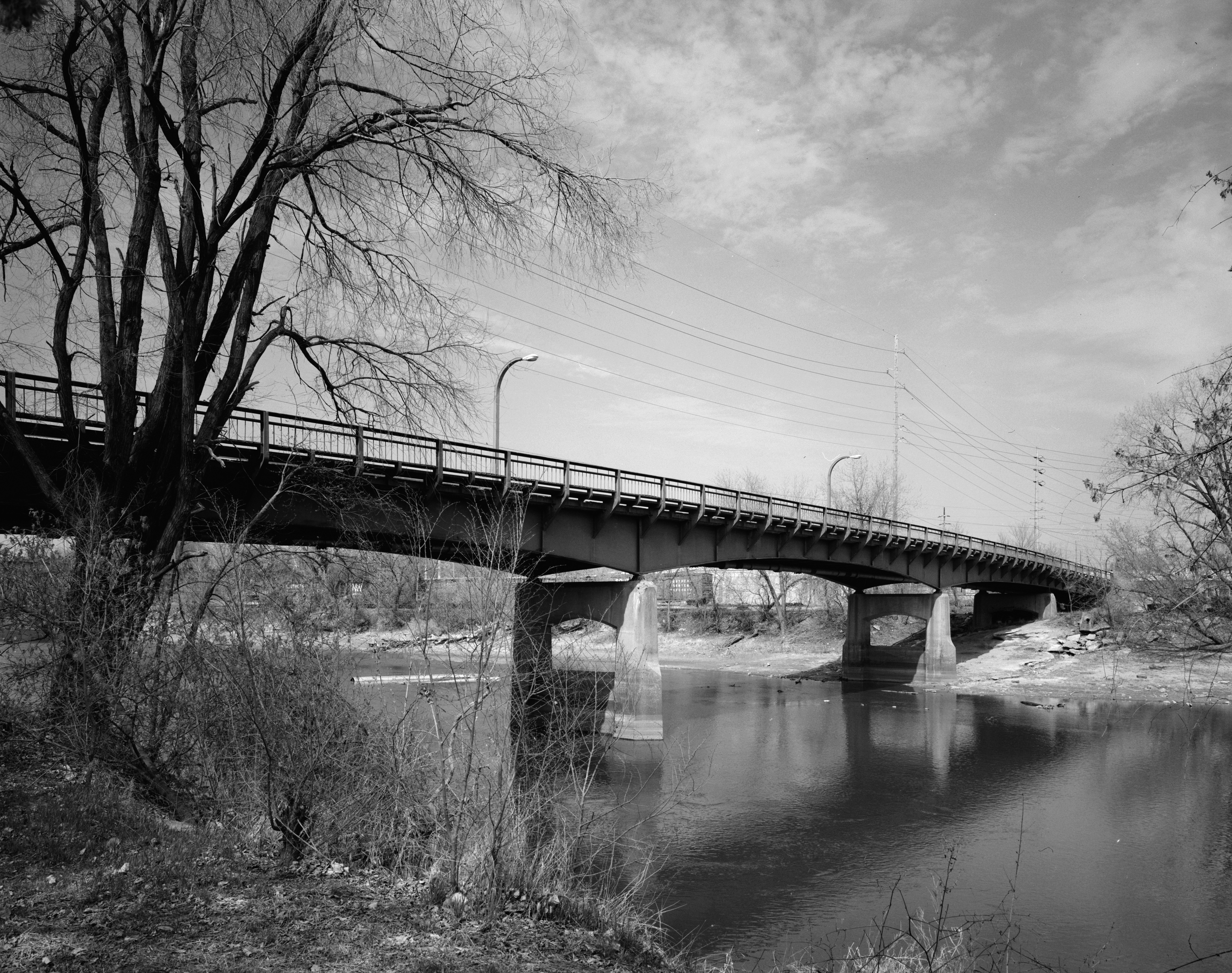
Benton Street Bridge in Iowa City: Die erste vollständig geschweißte Stahlbrücke in Iowa und eine der ersten in den USA

Die Benton Street Bridge überquerte den Iowa River in Iowa City. Sie wurde 1949 als die erste vollständig geschweißte Stahlbrücke in Iowa und eine der ersten in den Vereinigten Staaten errichtet. Sie wurde von Ned Ashton als durchgehende, fünffeldrige, zweispurige Stahlträgerbrücke mit aufgelegter Betonfahrbahn entworfen. Die Brücke wurde 1989 abgerissen und 1990 durch eine breitere Brücke ersetzt.

## Design und Konstruktion

Übersichtsplan und Aufrisse der neuen Brücke (oben) und der alten Brücke (unten)

Die 1947 entworfene und 1949 errichtete Benton-Street-Brücke war richtungweisend bezüglich des Schweißens von Stahlbrücken im Bundesstaat Iowa und wurde landesweit als eines der bemerkenswertesten Beispiele der neuen Bauweise anerkannt. Die Gesamtabmessungen waren wie folgt:
- Gesamtlänge: 180 m (592,0 ft)
- Deckbreite: 10 m (33,0 ft)

## Vorfertigung und Errichtung
Zur Vorfertigung der Teile wurden das Lichtbogenhandschweißen und das automatisierte Unterpulverschweißen eingesetzt. Die Teile wurden mit der Eisenbahn direkt zur Baustelle transportiert, wozu ein kurzes Stück Gleis für die Bauzeit verlegt werden musste.

## Baustellenschweißungen und Betonierung
Die Teleweld Corporation of Chicago benötigte mit vier Lincoln-Stromquellen vom 19. April bis zum 16. Mai 1949 insgesamt 528 Schweißer-Mannstunden für das E-Handschweißen vor Ort (das heißt Lichtbogenhandschweißen mit flussmittelummantelten Elektroden).
Der Konstrukteur der Brücke, Edward (Ned) L. Ashton, ein Pionier des Schweißens im Brückenbau, hatte zuvor mehrere wichtige Mississippi-Brücken konstruiert und vermutlich auch die teilweise geschweißte und teilweise verschraubte Cottonville-Brücke. Er leitete später den Bau der ersten geschweißten Aluminium-Straßenbrücke der Welt, die 1958 in Des Moines, Iowa, fertiggestellt wurde. Ashton wurde als „der hervorragendste Brückeningenieur in der Geschichte von Iowa“ bezeichnet. S. 1
Der Beton für das Deck wurde auf eine vorübergehend errichtete Holzschalung aus recycelten Bohlen der alten Brücke gepumpt.

## Bürgersteig
Die Fahrbahn war mit Stützen auf den Hauptträgern aufgesetzt, während der Bürgersteig auf aufwendig geformten S-Konsolen auskragend gelagert war, die an der Außenseite der Träger befestigt waren.

## Historische Tafeln
An den nordöstlichen und nordwestlichen Widerlagern des Brückenkopfes wurden zwei historische Tafeln in die Betonstruktur eingebettet, die die Straßenlaternen trägt. Die erste der beiden Bronzetafeln enthält die folgenden Informationen:
Der Iowa River wurde in der Nähe dieser Stelle erstmals 1839–40 von der Ralston Greek Ferry überquert. Dann wurde er 1853 flussaufwärts überbrückt, um Old Capitol und Iowa Avenue besser bedienen zu können. Später kam wenig weiter flussaufwärts die Eisenbahnbrücke an der Ryerson's Mill hinzu. Dieser Standort wurde 1902/03 mit leichten Stahlfachwerkbrücken und Holzzufahrten überbrückt, um die Mühle besser bedienen zu können. Die erste Brücke war bis zum Brand der alten Mühle als Ryerson Bridge bekannt. Später wurde sie nach ihrem Standort „Benton Street Bridge“ genannt. Die heutige Brücke ersetzte 1949 die ursprüngliche und kostete 276.000 $ (dies entspricht heute etwa 3.137.000 $).
Auf der zweiten Tafel steht: „Diese Brücke wurde in den Jahren 1948 und 1949 von der Stadt Iowa City erbaut unter der Führung von
- Preston J. Koser, Bürgermeister
- George J. Dohrer, Sachbearbeiter
- William H. Bartley, City Attorney
- Edward W. Lucas, City Attorney

Stadträte
- Frank Fryauf, Jr., Gesamtbezirk
- Clark F. Mighell, Gesamtbezirk
- James M. Callahn, erster Stadtbezirk
- James W. Jones, zweiter Stadtbezirk
- Charles T. Smith, dritter Stadtbezirk
- Max S. Hawkins, vierter Stadtbezirk
- William H. Grandrath, fünfter Stadtbezirk

Entworfen von Ned L. Ashton, Beratender Ingenieur

Betreut von Fred Gartzke, Stadtingenieur

Errichtet von der Jensen Construction Co. in Des Moines
Die Kosten für diese Brücke wurden durch eine allgemeine Anleiheemission der Stadt Iowa in Höhe von 276.000,00 $ gedeckt.“

## Verfall und Ermüdung
1985 wurde eine strukturelle Untersuchung durchgeführt, um die Möglichkeit der Verbreiterung der zweispurigen Brücke auf vier Fahrspuren zu prüfen. Die Berater stellten fest, dass die Brücke bestimmte Konstruktionsmerkmale aufwies, die durch Materialermüdung zu katastrophalem Versagen führen können, über die bei ihrer Konstruktion im Jahr 1948 wenig bekannt war.
Zwischenstreifen, die an den Flansch des Plattenträgers geschweißt waren, erregten ihre Aufmerksamkeit. Dieses spezielle Detail gibt es bei geschweißten Plattenträgerbrücken nicht mehr, seit sich herausgestellt hat, dass es Ermüdungsprobleme in den Trägern in eher niedrigen Spannungsbereichen hervorruft. An der Benton Street Bridge hätte diese Technik ein Ermüdungsversagen mit schwerwiegenden Folgen verursachen können.
Eine genauere Untersuchung bestätigte die Wahrscheinlichkeit, dass die Brücke ein ermüdungsrissempfindliches Bauwerk ohne realistisches Potenzial für Sanierung und Erhaltung war. Die Brücke wurde daher 1989 wegen der Ermüdungsrissgefahr abgerissen und 1990 durch eine breitere Brücke ersetzt.